# Абарсал
Абарсал был городом-государством Месопотамии в районе реки Евфрат. Об истории города известно мало, его точное местоположение на 2024 год не идентифицировано. Основные сведения получены из древнейшего дошедшего до нас текста межгосударственных договоров: «Договора Эблы с Абарсалом».
По различным версиям это может быть упомянутый в различных текстах табличек Мари город Абурру, находившийся к югу от Эмара до Калат-Габира, или город Апишал. Также он мог находиться на левом берегу Евфрата на месте Телль Ахмара (позже известного как Тиль-Барсип), с его важной переправой через Евфрат.
Ученые также также связывают Абарсал с двумя деревнями, Зуриги и Абала, упоминаемым в древнем клинописном тексте в связи с «управляющим города Абарсал». Их названия, вероятно, соответствуют современным деревням Зарка и Билли в этом районе, расположенным в 7 км к северо-востоку от Телль Ахмара.
По предположению ассириолога и палеографа Джованни Петтинато, Абарсал позже стал городом Ашшур, столицей Ассирии. Однако в тексте самого договора упоминается, что это государство, граничащее с Эблой. Возможно, это Телль Чуэра, Телль Ахмар или Барзало.
Около 2420 г. до н.э. Иплул-Иль был назван царём Мари Абарсала. Визирь Эблы Ибриум (24 в. до н.э.) вел кампанию против города Абарсал во времена визиря Аррукума.